# Mickaella Dantas
Mickaella Dantas, (Cruzeta, 2 de agosto de 1989 - Porto, 10 de fevereiro de 2024) foi uma bailarina com deficiência luso-brasileira. 

Mickaella Dantas

## Biografia
Mickaella de Fátima Medeiros Dantas, conhecida por Micka, nasceu a 2 de agosto de 1989, em Cruzeta, cidade do Rio Grande do Sul, no Brasil. Começou a dançar aos 4 anos de idade. Aos 11 anos de idade é-lhe amputada uma perna, na sequência de um cancro que lhe foi diagnosticado na perna direita e aos 12 anos de idade começa a utilizar uma prótese.
Aos 16 anos, impulsionada por uma professora de dança na cidade de Natal, onde vivia à data, ingressa na companhia de dança inclusiva Roda Viva Cia de Dança, no Brasil, integrando, em 2011, a companhia Dançando com a Diferença, na Madeira. Mickaella formou-se e trabalhava na área do turismo e após frequência do Programa Avançado de Criação em Artes Performativas, no Fórum Dança, em Lisboa, profissionalizou-se e tornou-se uma bailarina independente. É também nesta altura que explora outras áreas perfomativas, nomeadamente, o circo. Em 2017, já em Londres, integrou até 2021, a CandoCo Dance Company, companhia de dança inclusiva, considerada uma das melhores do mundo e com a qual já tinha trabalhado em 2012, nos Jogos Olímpicos.
Mickaella trabalhou com diversos coreógrafos portugueses, como Henrique Amoedo, fundador da companhia Roda Viva Cia de Dança e da Companhia Dançando com a Diferença. A primeira vez que trabalhou com a coreógrafa Clara Andermatt foi em 2012 no espetáculo Dez Mil Seres da Companhia Dançando com a Diferença. Com Clara Andermatt apresenta, em 2018, o espetáculo A Educação da Desordem e é também com esta corógrafa que co-cria o espetáculo Novo-Velho Circo, com a companhia de novo circo Radar 360º. Trabalhou também com o coreógrafo Paulo Ribeiro, em 2011, integrando o elenco do espetáculo Desafinado. 
Ao longo da sua carreira, Mickaela colaborou com o Teatro Bolo do Caco, o coletivo Mad Space Invaders, ambos da Madeira, com Bruno Machado e Juliana Moura do Instituto Nacional de Artes do Circo (INAC), com Maria Vlachou, na Acesso Cultura, com Sara Anjo, Marlene Monteiro Freitas, Vera Mantero, e Flora Detrás.
Ainda na Companhia Dançando com a Diferença prestou apoio ao trabalho educativo dos grupos de formação e foi assistente da direcção artística, juntamente com José Gregório Rojas.
Também integrou alguns filmes, nomeadamente:
- 2020 - Material Bodies, de Dorothy Allen-Pickard. Esta curta metragem foi vencedora do prémio de Best Artist Film, no Festival de Cinema Internacional My Hero, em 2021;
- 2016 - We’re Superhumans, de Dougal Wilson. Esta curta metragem foi realizada para apresentação nos Jogos Olímpicos do Rio de Janeiro, 2016, e ganhou o prémio Focus Brazil Awards, em 2019;
- 2021 - Filme Traça 1, em colaboração com Sara Anjo.

Em 2022 é diagnosticada com cancro na língua falecendo, no Hospital São João, no Porto, dois anos depois, aos 34 anos vítima dessa doença.

## Obras sobre o seu trabalho
- A diferença que faz a diferença – os discursos corporais de Diana Niepce e Mickaella Dantas - Revista Estud(i)os de Dança 4, Volume. 2 N.º 2 (2024);[7]

## Reconhecimentos
- Aquando da sua morte, a Inciativa Liberal, em plenário da Assembleia Legislativa da Madeira, apresentou um voto de pesar;[8]
- Mickaella colaborava com a organização Acesso Cultura desde 2014, momento em que integrou, pela primeira vez o júri do Prémio que anualmente, premeia entidadades que tenham "(...) políticas exemplares e de boas práticas na promoção da melhoria das condições de acesso – nomeadamente físico, social e intelectual – à participação cultural em Portugal (...)" . Em 2024, a Acesso Cultura, decide renomear este prémio para Prémio Acesso Cultura – Mickaella Dantas.[9]

## Ligações Externas
- Curta-Metragem Material Bodies
- Coreografia Dez mil Seres - de Clara Andermatt para o Grupo Dançando com a Diferença (2012)"
- Entrevista a Mickaella Dantas realizada por Júlia Pinheiro, no Programa Júlia, na SIC
- Vídeo de homenagem a Mickaella Dantas realizado pela CandoCo Dance Company a Mickaella Dantas
- Página pessoal da bailarina Mickaella Dantas no youtube